# Émile Picq
Émile Picq (Lyon 3e, 12 février 1911 - Pierre-Bénite, 25 décembre 1951) est un artiste français d'origine lyonnaise, qui fut à la fois peintre, illustrateur et danseur.

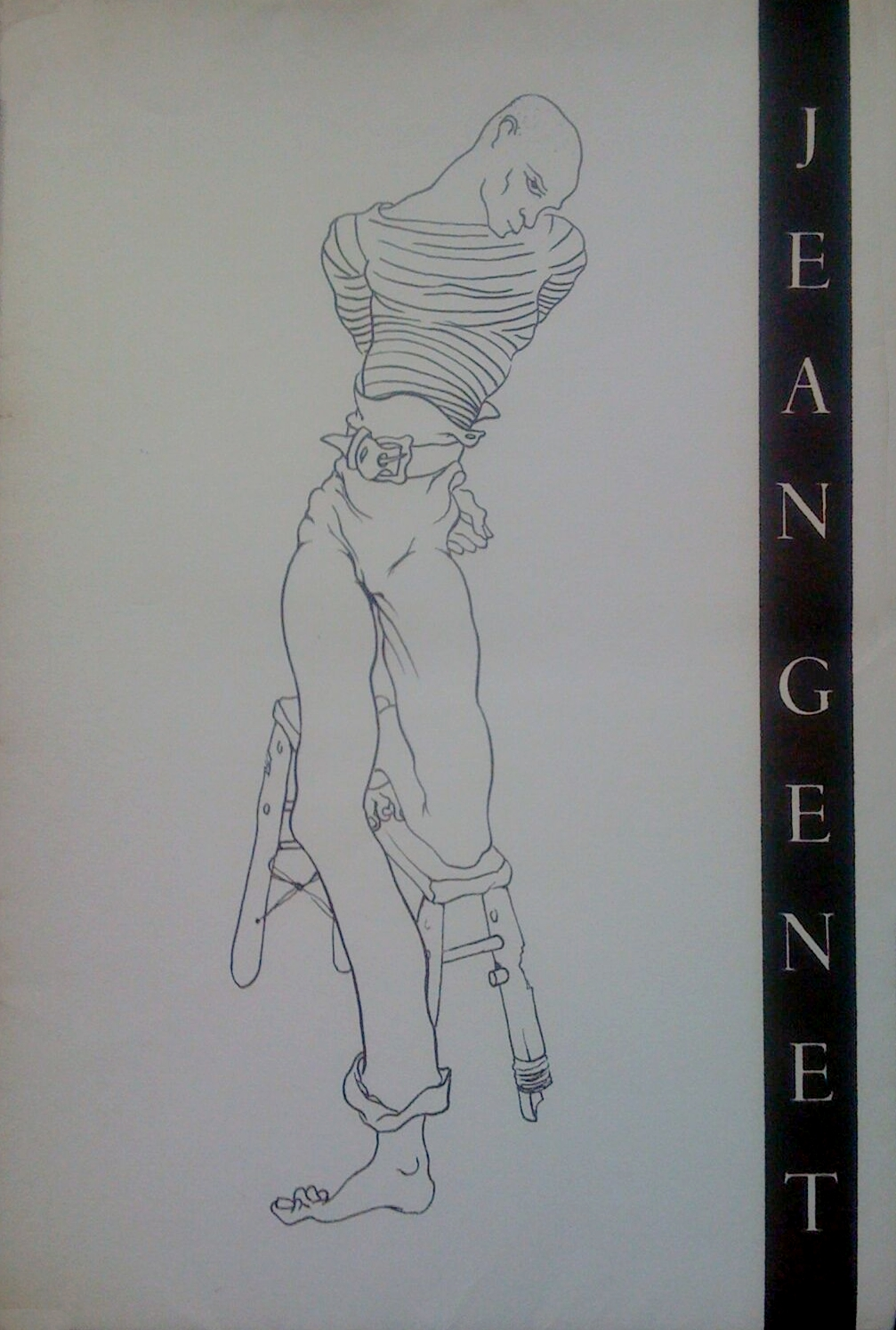
Chants secrets, livre de Jean Genet publié en 1945 par L'Arbalète, couverture avec une lithographie d'Émile Picq.

## Biographie
Émile Picq est né à Lyon 3e le 12 février 1911, fils d’Émile Picq, restaurateur, et Léontine Palayer. Figure essentielle de la scène artistique lyonnaise, de l'entre-deux-guerres à l'Occupation, les photographes Blanc et Demilly réalisent son portrait au début des années trente, dans une esthétique marquée par la modernité des Ballets russes.
Il commence une carrière de danseur, puis se met en scène dans des numéros d'imitation et de travestissement, notamment sous le nom de Barbaraboum. Enfin, il se lance dans le métier de peintre-dessinateur marqué par l'expressionnisme. Durant l'Occupation, il est proche du poète et résistant René Leynaud, du peintre Jean Martin, mais aussi du critique Renaud Icard, qui parla de lui dès 1933, ou encore de Francis Ponge avec lesquels il entre en résistance. Avec ce dernier, il resta en amitié, Ponge soutenant beaucoup son travail.
En mai 1944, il expose à Lyon chez Marcel Michaud (galerie "Folklore", lieu de rendez-vous des résistants) et Ponge lui demande d'illustrer quelques-uns de ses textes. En 1945, après avoir sollicité dans un premier temps Jean Martin, Marc Barbezat lui commande une lithographie pour la première de couverture de Chant secrets de Jean Genet. Il fit également paraître des textes et des illustrations dans la revue Confluences. Picq était aussi connu de Jean Paulhan.
Toxicomane, il a disparu dans sa quarantième année.
Il est mort à Pierre-Bénite (Rhône) le 25 décembre 1951.

## Écrits et illustrations
- Fièvre des souvenirs d'exil. Avec des dessins de l'auteur, Paris, « Les Écrivains réunis », Armand Henneuse [ Lyon, Audin ], 1942
- [lithographie] Jean Genet, Chants secrets, Lyon, L’Arbalète, 1945